# Traumsender
Traumsender è il settimo album in studio di Tenedle. I testi sono in inglese, è composto da 13 tracce scritte e prodotte da Tenedle. Ospiti: Debora Petrina, Susanna Buffa, Jolanda Moletta (She Owl), Laura Taviani, Gabriele Marconcini, Bert Lochs, Edoardo Bacchelli (Piccoli animali senza espressione).

## Tracce
1. Revival
2. Paracusia
3. Let Go
4. No Ground
5. Stranger in My Own Tongue
6. Zen
7. Kanashibari
8. The Temple
9. Sentenced to Death
10. Last Woman on Earth
11. Welcome Back
12. Spring Will Never Come
13. Sparkle